# Le Bouchage (Charente)
Le Bouchage is een gemeente in het Franse departement Charente (regio Nouvelle-Aquitaine) en telt 190 inwoners (1999). De plaats maakt deel uit van het arrondissement Confolens.

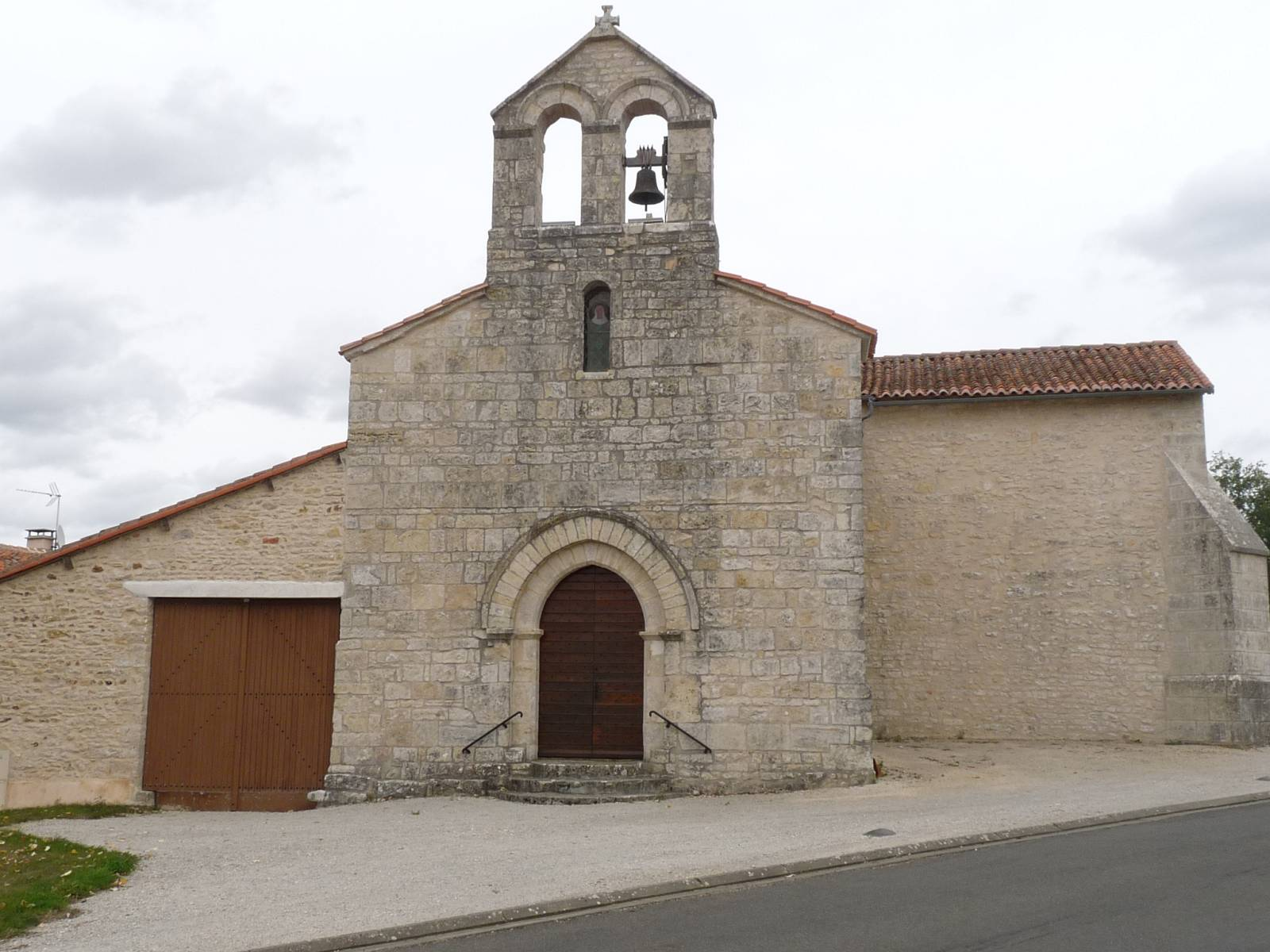
Kerk in Le Bouchage
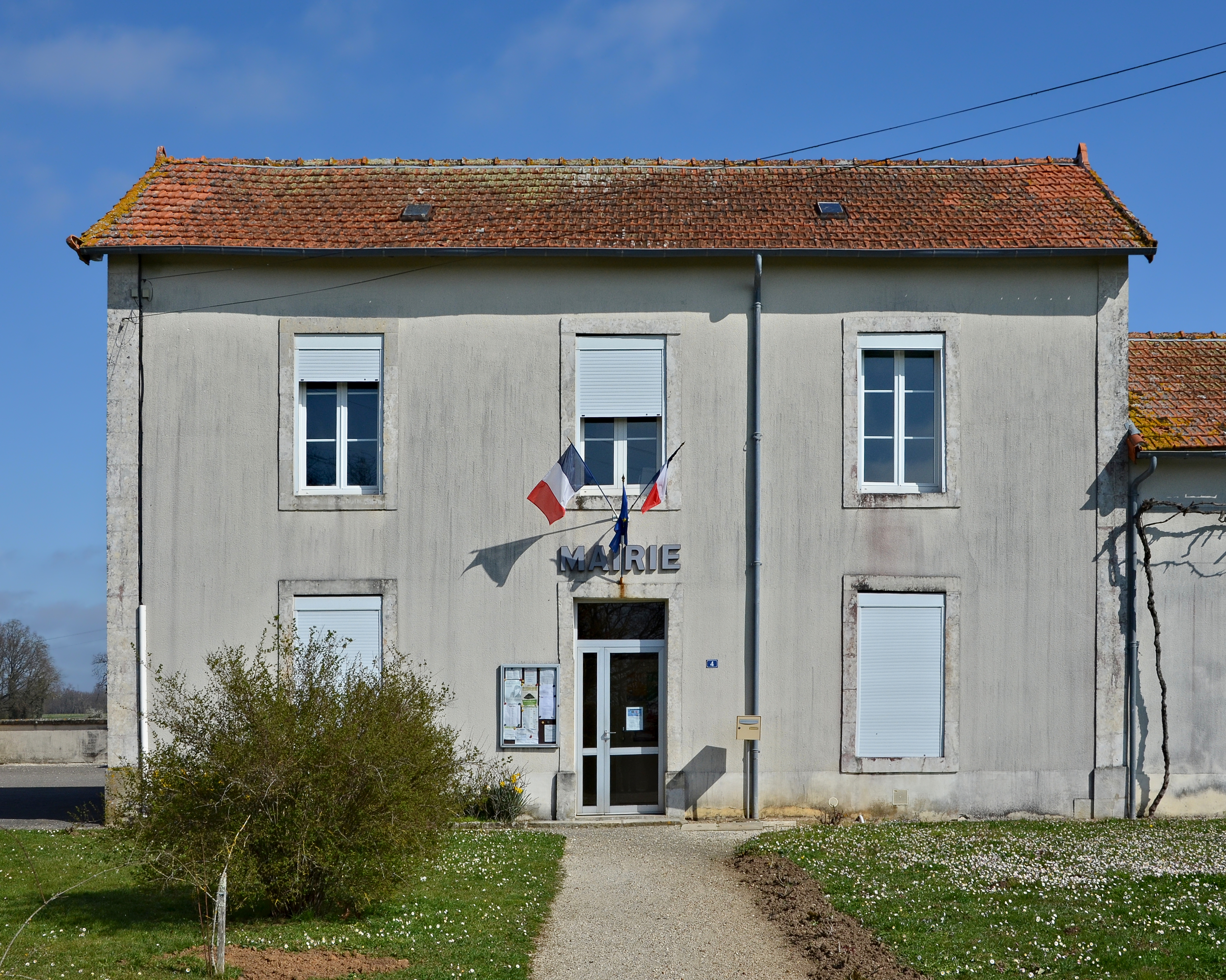
Gemeentehuis

## Geografie
De oppervlakte van Le Bouchage bedraagt 16,4 km², de bevolkingsdichtheid is 11,6 inwoners per km².
De onderstaande kaart toont de ligging van Le Bouchage (Charente) met de belangrijkste infrastructuur en aangrenzende gemeenten.

## Demografie
Onderstaande figuur toont het verloop van het inwonertal (bron: INSEE-tellingen).

Vanwege een beveiligingsprobleem met de MediaWiki Graph-software is het momenteel niet mogelijk deze grafiek weer te geven. Zodra de software is bijgewerkt zal de grafiek vanzelf weer zichtbaar worden.